# Jorge Amor Ameal
Jorge Amor Ameal (Berazategui, 1948) é um homem de negócios argentino, o qual é ex-presidente do Club Atlético Boca Juniors, um clube de futebol.
Era anteriormente vice-presidente do mesmo clube, tendo assumido o cargo de Presidente em 1 de junho de 2008, que era de Pedro Pompilio, que viria a falecer em 30 de outubro de 2008.

## Títulos como presidente
| Título          | Clube        | País      | Ano  |
| --------------- | ------------ | --------- | ---- |
| Torneo Apertura | Boca Juniors | Argentina | 2008 |